# مارک تیلور (بازیکن فوتبال، زاده ۱۹۷۴)
مارک تیلور (انگلیسی: Mark Taylor؛ زادهٔ ۸ نوامبر ۱۹۷۴) بازیکن فوتبال اهل بریتانیا است.
از باشگاه‌هایی که در آن بازی کرده‌است می‌توان به باشگاه فوتبال فولام، باشگاه فوتبال نورث‌همپتون تاون، باشگاه فوتبال میدلزبرو، و باشگاه فوتبال کندال تاون اشاره کرد.